# احمد راشد ثانی
أحمد راشد ثانی (زادهٔ ۱۹۶۲ _ درگذشت ۲۰ فوریه ۲۰۱۲) شاعر، محقق و نمایشنامه نویس اهل امارات متحده عربی بود.
او ۱۷ کتاب و ۸ مجموعه شعر تألیف کرده‌است.
 از آثار او میتوان به «الغيوم في البيت»، «هنا اللذة»، «دم الشمعة» اشاره کرد.
این آثار در چندین روزنامه و مجله در امارات متحده عربی و خارج از کشور منتشر شده‌است.
احمد رشید ثانی بر اثر سکته قلبی در ۲۹ فوریه ۲۰۱۲ در سن پنجاه سالگی درگذشت.